# رز کالیفرنیایی
رز کالیفرنیایی(نام علمی: Rosa californica) نام یک گونه از سرده رز است.